# Millicent Fawcett
Millicent Garrett Fawcett (Aldeburgh, Suffolk, 11 de junio de 1847-Londres, 5 de agosto de 1929 fue una feminista, intelectual, líder política y sindical y escritora británica. Fue líder durante 50 años del movimiento sufragista moderado en Inglaterra. Desde este movimiento promovió la educación de las mujeres y su derecho a voto.  En 1867 se unió al Comité Sufragista de Londres y al año siguiente realizó su primera alocución pública cuando era muy poco frecuente que una mujer hablara en público. Tras la muerte de Lydia Becker se convirtió en la líder natural del movimiento sufragista británico y fue fundadora de la Unión Nacional de Sociedades del Sufragio Femenino (NUWSS). Se centró en la propaganda política y las campañas de persuasión y difusión siguiendo una estrategia de legalidad y orden. En 1887 fue cofundadora del Newnham College de Cambridge, una de las primeras universidades de Inglaterra para mujeres.

## Biografía
Millicent Garrett Fawcett, nació en Aldeburgh en Suffolk en 1847 en el seno de una familia ilustrada. Fue la séptima de diez hijos de Louise Dunnell y Newson Garrett, un armador y político radical que durante años apoyó a su hija mayor Elizabeth Garrett Anderson en la lucha para lograr ser la primera mujer admitida en la práctica de la medicina. Newson Garret envió sus hijas a un internado a Blackheath (Londres), a cargo de Luisa Browning, tía de Robert Browning. Millicent estudió allí desde 1858 hasta 1863 desarrollando un gran interés por la literatura y la educación. Cuando tenía doce años su hermana Elisabeth Garret se trasladó a Londres para estudiar medicina y desde entonces la visitó regularmente. Estas visitas fueron el comienzo de la participación de Millicent en el movimiento de mujeres. En 1865 Millicent acompañó a Elizabeth a escuchar un discurso de John Stuart Mill sobre los derechos de las mujeres e impresionada por su intervención se convirtió en una defensora de su trabajo. En 1866, a los 19 años, asumió la secretaría de la Sociedad de Londres para el Sufragio de la Mujer.

### Matrimonio con Henry Fawcett
En 1867 Millicent Garret se casó con Henry Fawcett, diputado liberal independiente y catedrático de Economía Política en la Universidad de Cambridge con quien compartía la lucha por el derecho al voto de las mujeres. Henry Fawcett había presentado en el Parlamento en 1866 junto a John Stuart Mill una petición para obtener el voto sin distinción de sexo firmada por 1.499 mujeres, una iniciativa que fracasó y de la cual surgió el sufragismo como movimiento social.
Era ciego, así que Millicient se convirtió en los ojos y las manos de su marido, actuó de lectora y ayudante para sus estudios y escritos y siempre lo acompañó al Parlamento, leyendo y redactando todos los documentos e informes oficiales además de los discursos. Así, Millicient presenció, en 1867, el primer debate en el Parlamento británico sobre el sufragio femenino.
Los primeros años de matrimonio significaron para ella en cierta manera un curso acelerado en ciencias políticas y económicas. Fruto de este proceso es la colección Essays and Lectures on Social and Political Subjects (1872), una colección de catorce estudios de los cuales ocho están firmados por ella. Antes ya había publicado Political Economy of Beginners, un texto introductorio de economía para adolescentes que constituyó un éxito editorial.

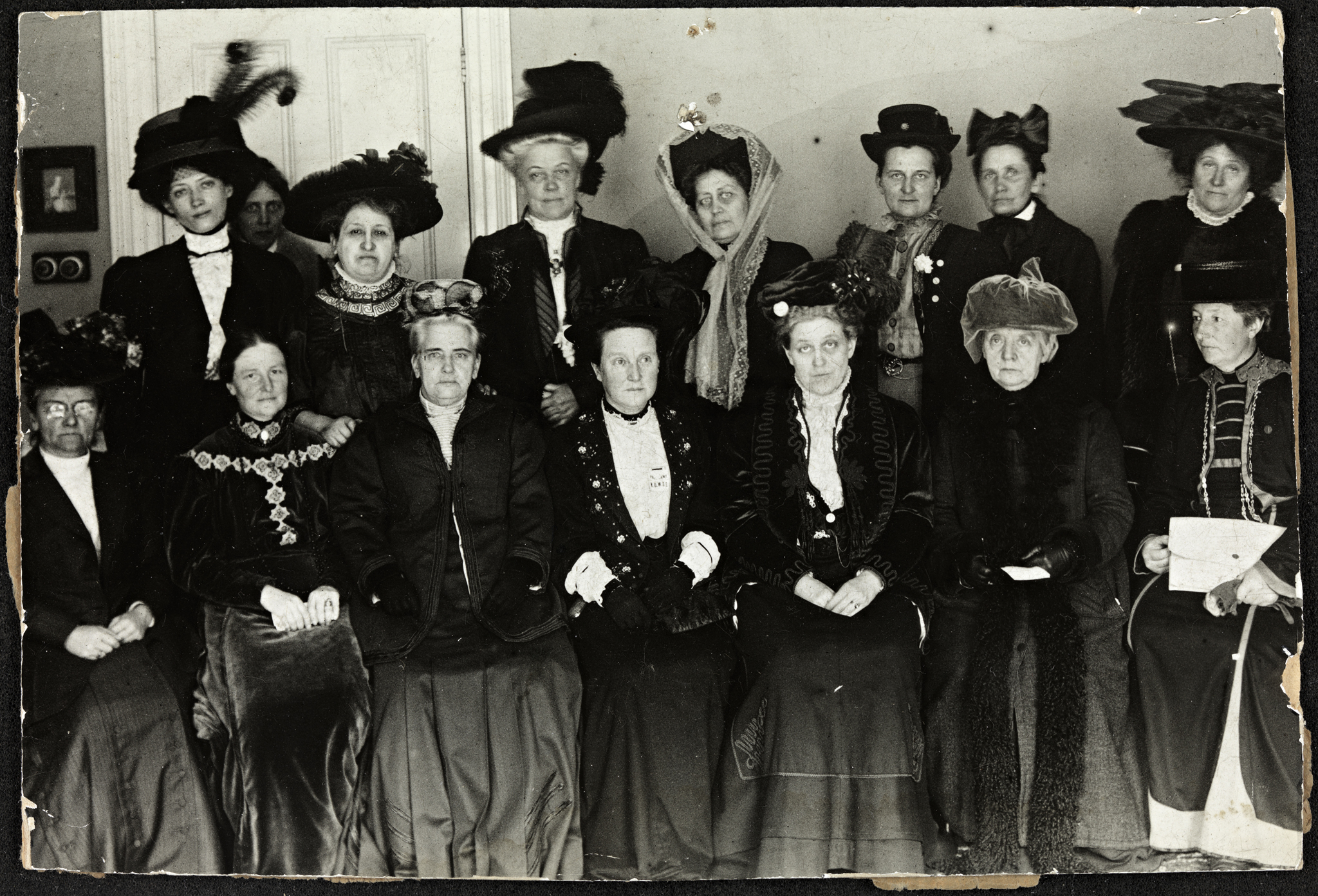
Millicent Fawcett (la cuarta desde la izquierda de la primera fila) en el Suffrage Alliance Congress, Londres 1909

### Activismo política
En 1868, Millicent se unió al Comité de Sufragio de Londres y en 1869 realizó una intervención en la primera reunión a favor de sufragio público que se celebró en Londres. En 1874 publicó otro libro, Tales in Political Economy, una compilación de cuentos ilustrativos de lecciones de economía. En 1875 fue cofundadora del Newnham College en la Universidad de Cambridge. A partir de 1884 Garrett Fawcett se dedicó de lleno al movimiento sufragista británico y con la muerte de Lydia Becker en 1897 se convirtió en presidenta de la principal organización del movimiento sufragista del Reino Unido, la Unión Nacional de Sociedades del Sufragio Femenino (NUWSS). 

Íbamos a enseñarle al mundo cómo conseguir reformas sin violencia, sin matar gente y volar edificios, o sin hacer las cosas estúpidas que los hombres han hecho cuando han querido alterar las leyes (...) Nosotras queríamos mostrar que podíamos avanzar o conseguir la libertad humana a la que aspirábamos sin utilizar violencia alguna.
citado en Bell, S.C. & Offen. K.M. Women, the Family and Freedom. The Debate in Documents. Stanford, 1983. Recogido en Sufragismo y Feminismo. La Lucha por los Derechos de la Mujer. 1789-1945

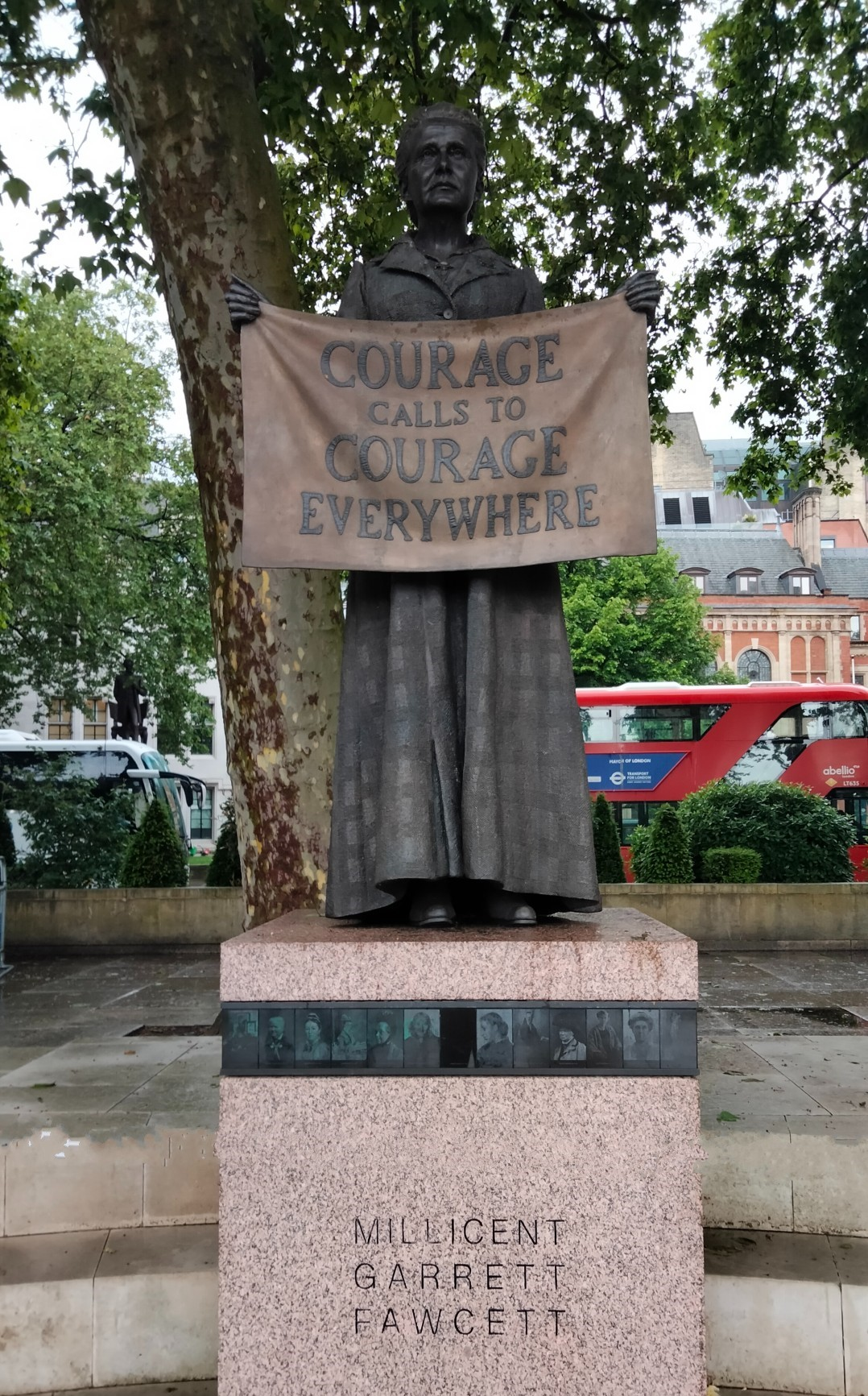
Estatua de Millicent Garrett Fawcett en Parliament Square Garden (Londres) con el lema "El coraje llama al coraje en todas partes".

Dejó el cargo en 1919, un año después de la obtención del derecho de voto para las mujeres de más de 30 años. En 1917 publicó The position of Women in Economic Life, donde denunció las barreras que existían para las mujeres en la entrada del mercado laboral y reclamó igualdad de oportunidades a todos los niveles. 

### Pacifismo
En julio de 1901 fue designada por el gobierno británico para investigar las condiciones de vida en los campos de concentración en Sudáfrica que creó Lord Kitchener durante la Segunda Guerra de las Bóeres de 1899-1902. Su informe confirmó lo que el defensor Emily Hobhouse había dicho sobre las duras condiciones de vida en estos campos. Cuando estalló la Primera Guerra Mundial en 1914, la NUWSS rehusó participar en la guerra porque un buen número de sus miembros eran pacifistas y continuó su campaña para la obtención del derecho de voto femenino destacando la importancia del trabajo de las mujeres durante el conflicto bélico.

### Economista
En 1870 publicó “Economía política para principiantes”. Defendía la teoría de que las mujeres eran dirigidas desde las instituciones para ocupar trabajos de perfil bajo y mal pagados.

## Últimos años y reconocimientos
Obtuvo el rango de Dama de la Orden del Imperio británico en 1925 y murió en el núm. 2 de Gower Street en Bloomsbury en 1929. El Millicent Fawcett Hall de Westminster fue inaugurado el año de su muerte. Hoy, su nombre está ligado a la Fawcett Society, una organización feminista que trabaja para establecer la igualdad entre los hombres y las mujeres.

## Obras
- 1870: Political Economy for Beginners. Texto completo en línea.
- 1872: Essays and Lectures on social and political subjects (escrito con Henry Fawcett). Texto completo en línea.
- 1872: Electoral Disabilities of Women : a lecture
- 1874: Tales in Political Economy. Texto completo en línea.
- 1875: Janet Doncaster, a novel.
- 1889: Some Eminent Women of our Times: short biographical sketches. Texto completo en línea.
- 1895: Life of Her Majesty, Queen Victoria. Texto completo en línea.
- 1901: Life of the Right Hon. Sir William Molesworth. Texto completo en línea.
- 1905: Five Famous French Women.  Full text online.
- 1912: Women's Suffrage : a Short History of a Great Movement. ISBN 0-9542632-4-3. Texto completo en línea.
- 1920: The Women's Victory and After: Personal reminiscences, 1911–1918. Texto completo en línea.
- 1924: What I Remember (Pioneers of the Woman's Movement). ISBN 0-88355-261-2.
- 1927: Josephine Butler: her work and principles and their meaning for the twentieth century (escrito con Ethel M. Turner).
- Docenas de artículos para publicaciones periódicas, como The Englishwoman, Woman's Leader, Fraser's Magazine, National Review, Macmillan's Magazine, Common Cause, Fortnightly Review, Nineteenth Century and Contemporary Review.
- Fawcett escribió la introducción de la edición de 1891 de libro de Mary Wollstonecraft' La vindicación de los Derechos de la Mujer. Lyndall Gordon dijo que fue un texto clave en el que Fawcett se ganó un importante prestigio.[13]

## Archivos
Los archivos de Millicent Fawcett se encuentran en la Women's Library en la Biblioteca del London School of Economics.